# Пухач Олександр Олександрович
Олекса́ндр Олекса́ндрович Пухач (1977—2022) — сержант Збройних сил України, учасник російсько-української війни, відзначився у ході російського вторгнення в Україну.

## Життєпис
Народився у Львові. Після завершення навчання у 1995—1997 роках проходив військову службу у Дніпропетровську (нині — м. Дніпро). У 2021 році вступив до складу Збройних сил України. Виконував бойові завдання у зоні проведення Операції об'єднаних сил у складі 15-го окремого гірсько-штурмового батальйону Закарпатської бригади ОК «Захід» ЗСУ.
Указом Президента України від 11 квітня 2022 року нагороджений орденом «За мужність» III ступеня, 27 травня 2022 року — орденом «За мужність» II ступеня.
Загинув 15 жовтня 2022 року. Йому було 45 років.
Залишилися син Пухач Дмитрій Олександрович (Львів), двоє онуків та дві сестри Андріана Введенська (Пухач), проживає у Львові та Олена Плєскова (Пухач) проживає у Ізраїлі.[джерело?]

## Нагороди
- Орден «За мужність» II ступеня (27.05.2022) — за особисту мужність і самовіддані дії, виявлені у захисті державного суверенітету та територіальної цілісності України, вірність військовій присязі.[2]
- Орден «За мужність»» III ступеня (11.04.2022) — за особисту мужність і самовіддані дії, виявлені у захисті державного суверенітету та територіальної цілісності України, вірність військовій присязі.[3]